# خط برگن
خط برگن (نروژی: Bergensbanen) یک خط راه‌آهن برقی در نروژ است که در سال ۱۹۰۹ میلادی تأسیس و دارای ۳۹ ایستگاه و ۳۷۱ کیلومتر طول است.

## نگارخانه

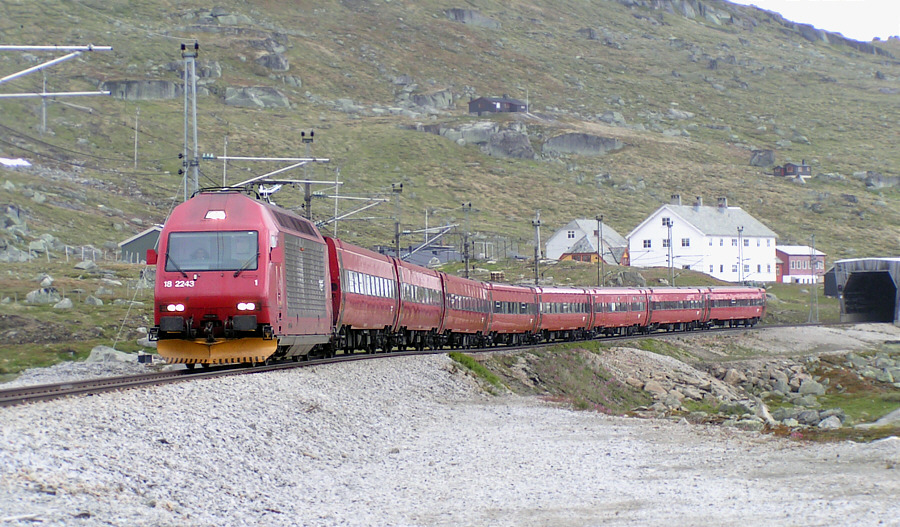
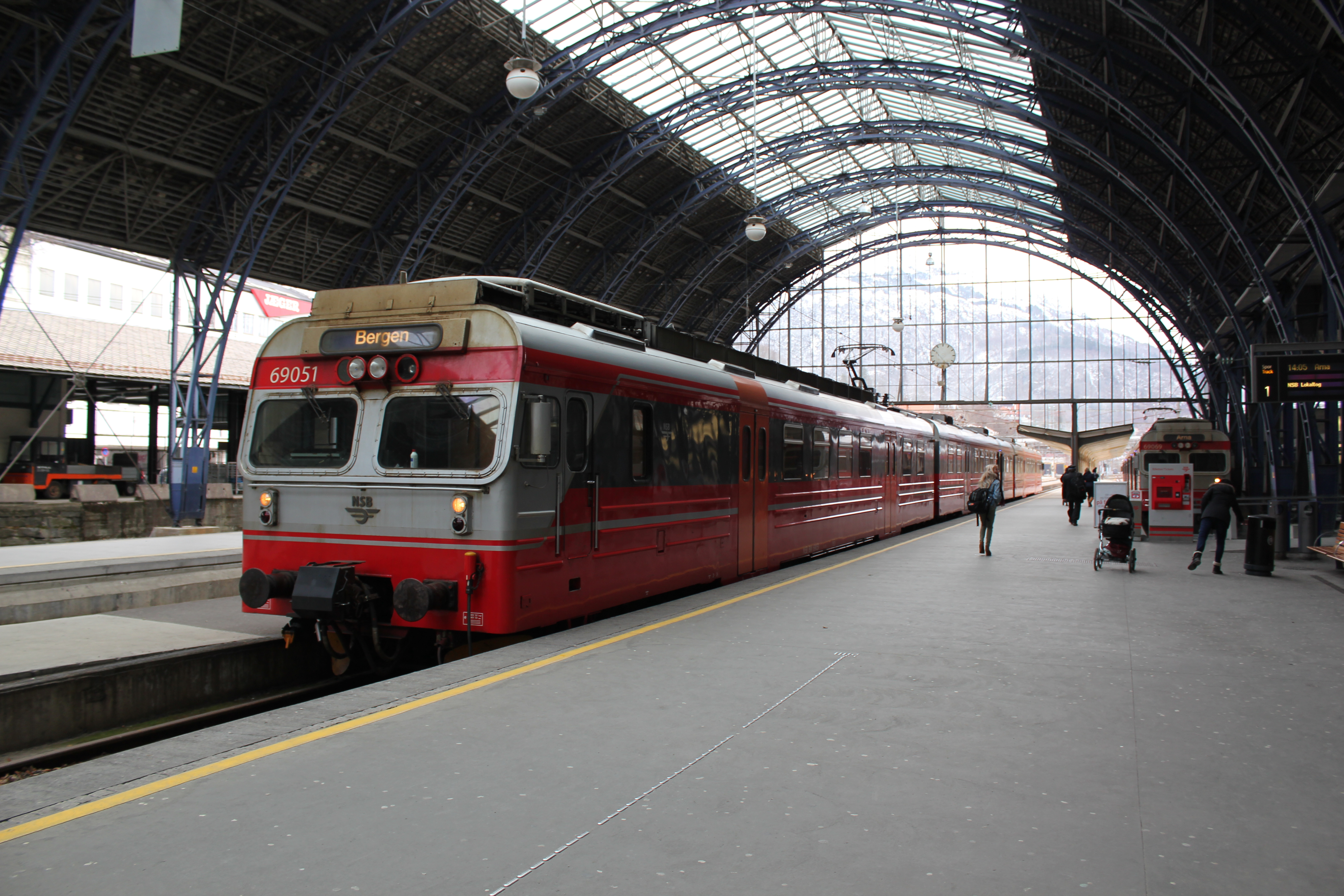
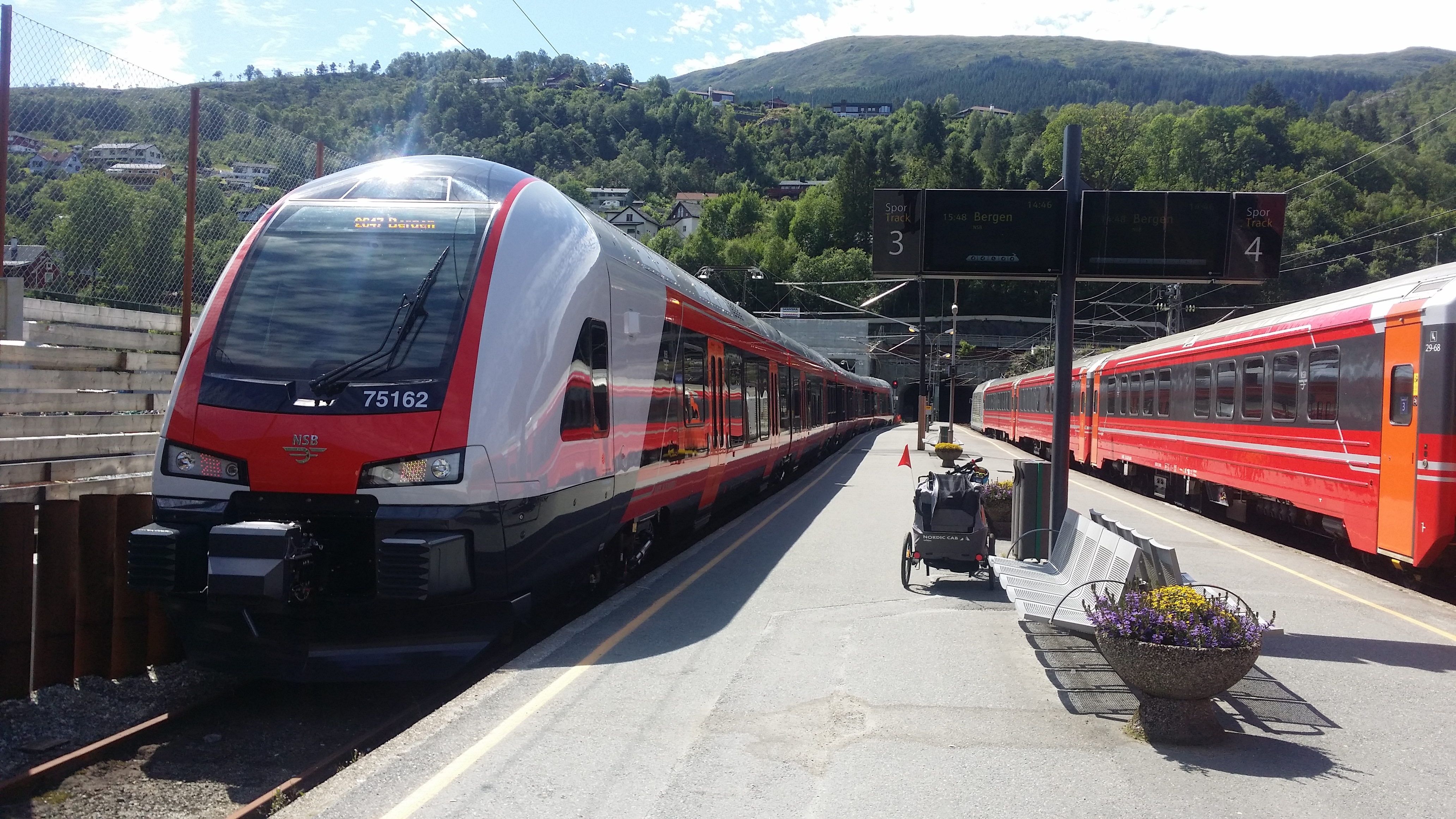
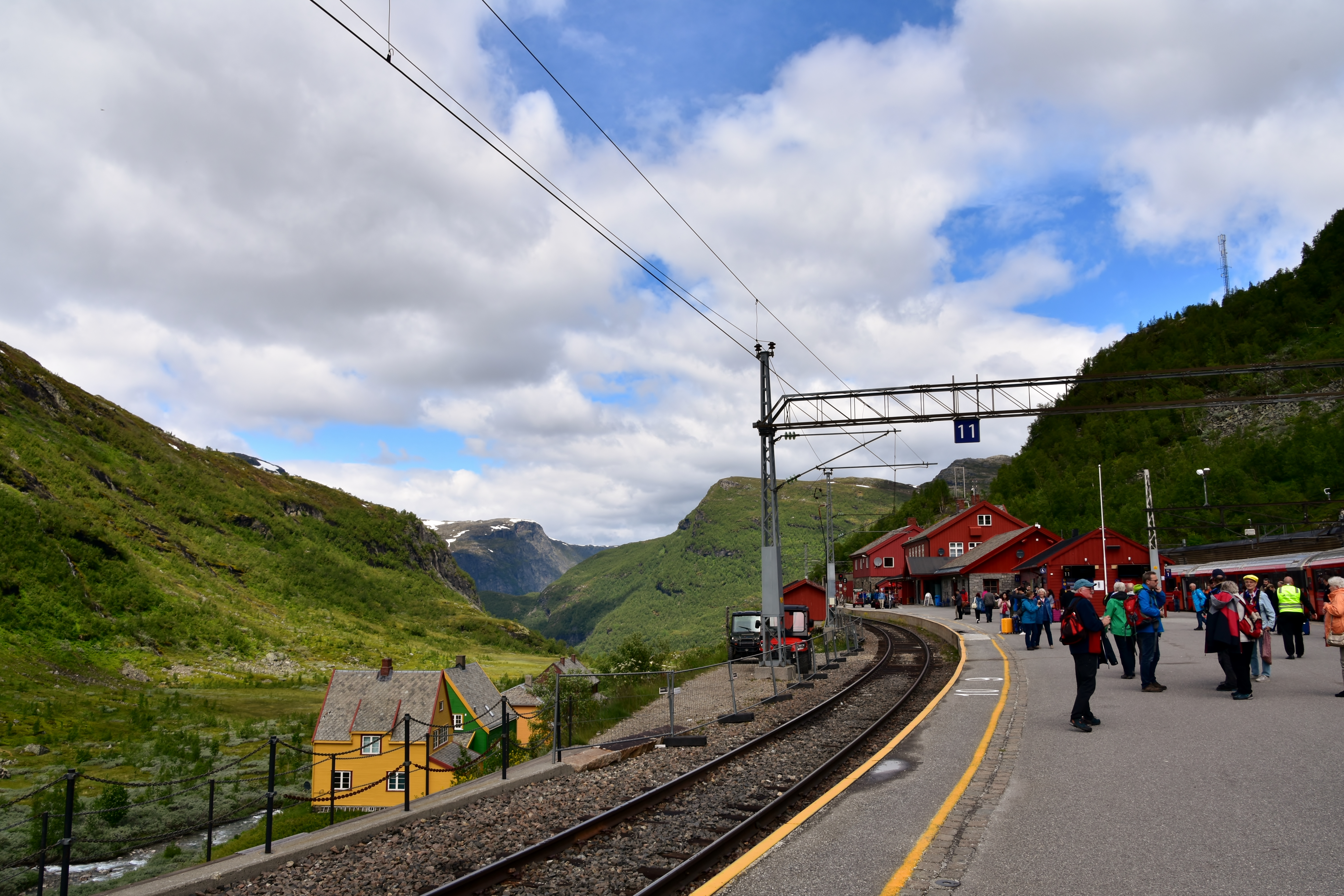